# Chiesa di San Domenico (Trapani)
La chiesa di San Domenico è una delle più antiche chiese di Trapani. Vi è annesso un ex convento. Si trova nel centro storico della città, in piazzetta San Domenico. Appartiene alla Direzione Fondi Ecclesiastici di Culto del Ministero degli Interni. Adiacente vi è un convento con chiostri.

## Storia

### Epoca sveva
Nel 1221 alcuni Domenicani di Spagna, missionari in Terra santa, ritornando dalla Palestina si insediarono nella città di Trapani.
Il primo sito fu in strutture adiacenti un tempietto dedicato a Gesù, fabbriche ubicate nel quartiere della Giudecca. Il primitivo luogo di culto innalzato con funzioni di sinagoga da un ebreo, quest'ultimo - convertitosi al cristianesimo - dedicò l'edificio al Salvatore.

### Epoca aragonese

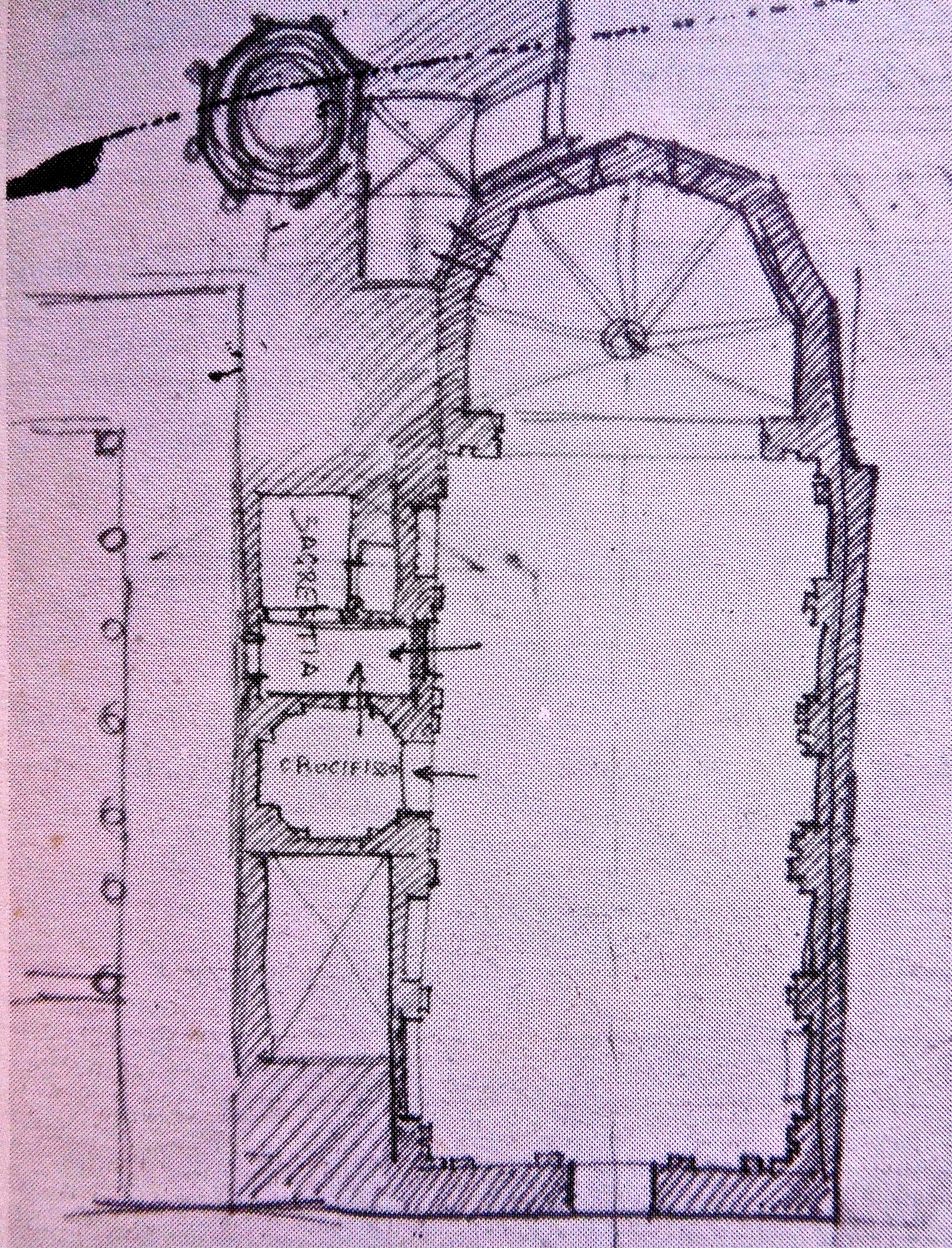
Pianta della chiesa: sono visibili, sulla sinistra, la cappella della famiglia Sanclemente, la cappella del Crocifisso e la sagrestia

Fu Giacomo d'Aragona, nel 1289, a concedere ai padri Domenicani una cappella costruita sul punto più alto della città, che venne ampliata nei primi decenni del XIV secolo, elevata al rango di Cappella Reale, dotata di un capace convento, entrate, rendite e privilegi. Il tempio fu inizialmente dedicato a Santa Maria La Nova.
Nel 1318 venne creata una cappella funeraria in cui sarebbe stato sepolto Manfredi, figlio di Federico III d'Aragona, morto bambino a Trapani cadendo da cavallo. Vi sarebbero sepolti inoltre Tebaldo II di Navarra e sua moglie Isabella, figlia di San Luigi IX di Francia, Guglielmo Conte di Fiandra, di Elisabetta regina e di altri principi reali, morti a Trapani nel 1270. Una lapide sul muro del presbiterio in cornu evangelii recita la seguente iscrizione:
"ANNO A CRISTI DOMINI ADVENTV MCCLXX. INCLYTIS THEOBALDO REGI NAVARRÆ, VXORIQVE ISABELLÆ, GVILELMO FLANDRÆ COMITI, AC ELISARETHÆ REGINÆ, ALIISQVE E REGIO SANGVINE PROCERIBVS: QVOD E BELLOTVNETANO, CONTRACTA PESTE REDEVNTES DREPANI EXTINTI, IN REGIIS TEMPLI HVIVS ÆDIBVS HVMARI DECRETAVERINT"

### Epoca spagnola
Subì grossi interventi nel XVII e XVIII secolo.

### Epoca contemporanea
Il convento fu acquisito al comune dopo il furto dei beni ecclesiastici nel 1866 a causa delle leggi eversive dello Stato italiano con la successiva destinazione a scuole elementari.  La chiesa dal 1980 al 1989 ospitò i 20 gruppi sacri della processione dei misteri di Trapani.
Più volte è stata sottoposta a restauri, gli ultimi nel 2002 a opera della soprintendenza.

## Descrizione
La facciata conserva la cornice del rosone trecentesco gotico chiaramontano.
Della struttura originaria della chiesa, a navata unica con dieci cappelle laterali, resta anche l'abside. Risale probabilmente ai primi del Quattrocento la torre campanaria.

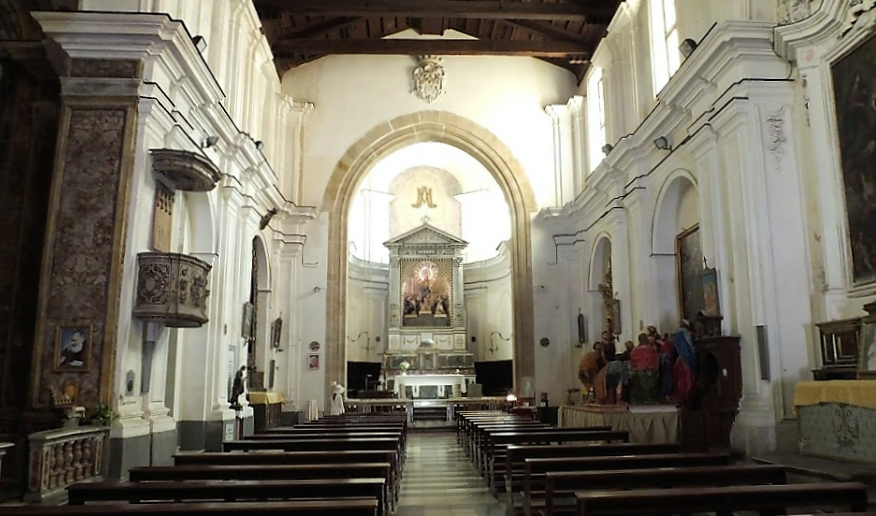
Navata.

### Parete destra
- Prima arcata.
- Seconda arcata.
- Altare: dipinto.
- Terza arcata: Dipinto, nell'ambiente staziona una vara processionale raffigurante l'Ultima Cena.
- Quarta arcata: Altare con elegante sopraelevazione lignea in stile barocco.
- Cappella di San Pietro Martire. Dipinto raffigurante San Pietro Martire, opera di Vito Carrera.[3][10]
- Affresco raffigurante Madonna con Bambino o Madonna del Latte, opera della metà del XIV secolo.[3]

### Parete sinistra
- Prima arcata.
- Seconda arcata.
- Cappella del Santissimo Crocifisso.[1][3] Ambiente barocco in marmi policromi del XVIII secolo, opera di Giovanni Biagio Amico, atto a custodire la statua di Cristo in croce del XIII secolo. Presente un dipinto su tela del XVII secolo raffigurante San Pietro martire, opera di Andrea Carreca. Recentemente restaurato un affresco trecentesco di Santa Maria La Nova, nella navata sinistra della chiesa.[11]

 Il Crocifisso ligneo . L'opera lignea raffigurante il Santissimo Crocifisso si fa risalire alla seconda metà del trecento. Secondo la tradizione popolare il crocifisso avrebbe origini medio-orientali, portato dai domenicani scacciati dalla Palestina, manufatto attribuito all'opera di San Nicodemo, discepolo di Gesù. Il crocifisso è famoso nella comunità trapanese per i tanti eventi miracolosi: le cronache del tempo raccontano che nel 1524 durante la peste, il costato del Cristo abbia all'improvviso preso a sanguinare, evento coincidente con l'affievolimento dei focolai e conseguente scomparsa della peste. Un secondo miracolo citato, in un periodo di carestia, vede protagonista un bambino inginocchiato a chiedere del pane e il simulacro, schiodato un braccio dalla croce, glielo porse.
- Pulpito addossato alla parete e varco d'accesso.

- Terza arcata.
- Quarta arcata.

### Presbiterio
In cornu epistulae il sepolcro dell'infante Manfredi. Una lapide recita la seguente iscrizione:
"ANNO REDEMPTÆ SALUTIS MCCCXVIII SERENISSIMUM FEDERICI SICILIÆ REGIS INFANTEM MANFREDUM, EQUO LAPSUM DREPANI DEFUNCTUM, IN HOC REGIO PRÆDICATORUM ORDINIS TEMPLO, CUJUS JAM FRATR. CAPPELLANOS, CONFESSORESQUE SUOS, EORUM DEVOTISSIMUS MÆRENS GENITOR NOSCERE FATEBATUR SEPELIRI CONCESSIT. JACTURAM, SACRO ÆDIFICIO, JACOM PRIMI MUNIFICENTIA EXTRUCTO SUISQUE SUMTIEUS AUCTO ADVENTURIS REGIBUS FÆNERATUS ET GLORIÆ"
Coro.
- 1603, San Raimondo di Peñafort, dipinto, opera documentata di Vito Carrera.[8]
- ?, San Tommaso d'Aquino, dipinto, opera documentata di autore ignoto.[8]
- Cappella Pepoli.[3]

## Opere
- 1405c., Dipinto, opera documentata di Nicola di Magio da Siena.[15]
- 1516, Custodia, manufatto marmoreo, opera commissionata ad Antonello Gagini, completata e perfezionata dai figli o garzoni di bottega.[16]
- 1720 marzo, Sepolcro, sepoltura del barone di Voktentun, General Tenente Maresciallo dell'esercito austriaco.[17]
- XVIII secolo, San Luigi Bertrando, dipinto, opera documentata sulla parete destra realizzata da Pietro Aquila.[1]
- XVIII secolo, Predica di San Vincenzo Ferreri, dipinto, opera documentata di Giuseppe Felice.[18]

## Il Convento
Il complesso monumentale integra anche un convento. Fu la sesta istituzione dell'Ordine dei frati predicatori in terra di Sicilia fondata nel 1313.
L’edificio è a pianta rettangolare su due elevazioni, con arcate a tutto sesto e due cortili quadrangolari porticati.
Chiostri
- Chiostro di levante - porticato con quattro luci su due lati perpendicolari all'asse nord - sud;
- Chiostro di ponente  - con quadriportico cinque luci per quattro con sviluppo maggiore sull'asse est - ovest. Pavimento con acciottolato.

Torre della Ficarella
torre campanaria sul lato esterno a nord dell'abside insiste questa costruzione caratterizzata da scala elicoidale in pietra.
Cappella della Mortificazione
sull'angolo sud - orientale dell'aggregato insiste la cappella dell'omonima confraternita. Gli appartenenti al sodalizio che erano soliti sottoporsi alla mortificazione del corpo. Ambiente realizzato a cavallo tra il 1715 e il 1730, su progetto dell'architetto trapanese Giovanni Biagio Amico. L'edificio è preceduto da un vestibolo, ha una copertura con volta a botte ribassata, ornata con dipinti e stucchi. Le pareti sono rivestite di decorazioni lignee con colonne e lesene, festoni, fiori, frutti e conchiglie. Un tempo erano arricchite con tele raffiguranti episodi della Passione di Cristo, alcune di esse sono state trafugate. Ai lati dell'abside, due statue settecentesche raffiguranti le martiri Felicita e Perpetua. Tanti gli elementi simbolici che alludono alla mortificazione e alla morte.
- 1715 - 1730, Pietà con raffigurate Santa Lucia e Sant'Agata, olio su tela commissionato dalla Congregazione del Santissimo Crocifisso della Mortificazione.

Cappella dei Crociati
ambiente ubicato tra l'abside e il campanile, presenta affreschi parietali del XIV e XV secolo.
Congregazione del Santissimo Crocifisso della Mortificazione
sodalizio i cui membri erano soliti sottoporsi a esercizi penitenti sul corpo.